# Simon Terry
Simon Duncan Terry (Stirling, 27 marzo 1974 – 19 luglio 2021) è stato un arciere britannico.

## Palmarès

### Olimpiadi
- 2 medaglie:
  - 2 bronzi (Barcellona 1992 nell'individuale; Barcellona 1992 a squadre)

### Coppa del Mondo
- 2 medaglie:
  - 2 argenti (Copenaghen 2009 nell'individuale; Edimburgo 2010 a squadre miste)